# Max Spohr
Johannes Hermann August Wilhelm Max Spohr (* 17. November 1850 in Braunschweig; † 15. November 1905 in Leipzig) war ab 1893 der erste und seinerzeit einzige deutsche Buchhändler und Verleger, welcher im nennenswerten Umfang offene Publikationen rund um das Thema Homosexualität veröffentlichte.

Max Spohr

## Leben
Max Spohr wurde als Sohn des selbständigen Kaufmanns Karl Wilhelm Friedrich Spohr und seiner Frau Ferdinande Lisette 1850 in Braunschweig geboren. In seiner Heimatstadt machte er eine Buchhandelslehre und arbeitete danach als Buchhandelsgehilfe in Fünfkirchen (Ungarn), Hannover und Leipzig. In Braunschweig gründete er zusammen mit Rudolf Wengler den Verlag Wengler & Spohr, von dem heute nur mehr bekannt ist, dass er Reichstags-Reden herausgegeben hat. In Leipzig, dem damaligen Mittelpunkt der deutschen Buchwelt, war Spohr bei den Verlagen K.F. Koehler und Veit & Co tätig. Dort blieb er dann auch und heiratete am 20. Dezember 1880 Elisabeth Hannöver-Jansen (1853–1899, verw. Schumann) aus Köln. Sie bekam von ihm 3 Söhne.

## Leistungen
Im März des folgenden Jahres gründete er eine Sortiments-, Antiquariats- und Verlagsbuchhandlung und seinen Verlag. Zunächst wurden vor allem Restbestände anderer Verlage, wie technische und baugewerbliche Bücher, die er vom Knapp’schen Verlag Halle übernommen hatte verkauft. Nachdem er Bestände von weiteren Verlagen übernommen hatte, änderte sich das Sortiment beträchtlich. Ende der 1880er-Jahre begann Spohr selbständig Bücher zu verlegen, und durch die Übernahme des Verlages von Louis Heuser aus Neuwied wurde Spohr auch auf medizinischem Gebiet aktiv.
Mit Der Urning vor Gericht von Melchior Grohe und Die Enterbten des Liebesglücks von Otto de Joux (bürgerlicher Name: Otto Rudolf Podjukl) erschienen 1893 die ersten Werke rund um das Thema Homosexualität und 1894 folgte Die verkehrte Geschlechtsempfindung von Norbert Grabowsky.
Spohr war also als Verleger homosexueller Schriften einschlägig bekannt, als sich Magnus Hirschfeld nach Ablehnung mehrerer Verlage an ihn wandte, um seine Kampfschrift Sappho und Sokrates herauszubringen. Sie erschien 1896 als einziges Buch Hirschfelds unter einem Pseudonym (Th. Ramien). Kurze Zeit später traf Spohr Hirschfeld persönlich und es begann eine enge Zusammenarbeit. Auf der Reise zu Spohr schrieb Hirschfeld gerade an seiner Reichstag-Petition. Dieser unterstützte ihn dann dabei und bemühte sich um angesehene Unterzeichner. Spohr machte Hirschfeld auch mit Eduard Oberg bekannt und zusammen mit Franz Joseph von Bülow gründeten sie in Berlin am 15. Mai 1897 das Wissenschaftlich-humanitäre Komitee (WhK), die weltweit erste Organisation für die Rechte Homosexueller. Auch das später gegründete Leipziger Subkomitee des WhK leitete Spohr.
Von 1899 bis 1922 erschienen im Verlag das Jahrbuch für sexuelle Zwischenstufen und Separatdrucke daraus, welche ein finanzieller Verlust waren. Nach der dritten Ausgabe wurde dies in der Monatsschrift zur Sprache gebracht. Von den 2000 gedruckten Exemplaren wurden zirka hundert abgesetzt und davon noch die meisten an Mitglieder der WhK zum halben Preis. Dies unter anderem zeigt das persönliche Engagement Spohrs und entkräftet den manchmal geäußerten Vorwurf sich nur aus starkem Geschäftssinn für das Thema einzusetzen. Auch um Bewilligungen für Veranstaltungen des WhK und andere Angelegenheiten bemühte sich Spohr. Andere Verlage brachten maximal 8 Bücher zu diesem Themenkreis heraus und deuteten das Thema Homosexualität auch oft nur an. Bei Spohr erschienen hingegen über 120 Publikationen (exklusive der Jahrbücher) nicht nur im hochwissenschaftlichen Stil, sondern auch populärwissenschaftliche und belletristische Werke. Auch lesbische Liebe wurde immer wieder, wenn auch seltener, zum Thema gemacht. Das Engagement für die Aufklärung blieb aufgrund der damals geltenden Zensurgesetze nicht ohne Folgen. Er wurde denunziert, wiederholt vor Gericht gestellt und auch verurteilt, jeweils nach dem § 184 RStGB (Verbreitung unzüchtiger Schriften), welcher 1900 noch verschärft wurde. Bei den wissenschaftlichen Werken traf es vor allem Schriften über Sexualaufklärung, insbesondere rund um die Empfängnisverhütung. Unter den belletristischen Texten hingegen, darunter mehrere authentisch anmutende Romane über individuelle urnische Lebensschicksale, wurde beim Thema Homosexualität gezeigt, wo die Grenzen des Schreibens darüber lagen. Auch konnte bei Büchern für die gehobene Schicht weiter gegangen werden als bei Büchern für das gemeine Volk. Stolz erklärte er:

„Ich brauche wohl nicht hervorzuheben, daß durch meinen Verlag noch nie ein unsittliches Werk Verbreitung fand, auch wenn ich den Mut besitze, Schriften zu veröffentlichen, die, wenn sie auch heikle Gegenstände berühren, lediglich der Menschheit zum Segen dienen.“

Spohr gründete 1893 das Tochterunternehmen Kreisende Ringe, mit dem er einen Versuch unternahm, theosophische Literatur auch optisch qualitätsvoll zu präsentieren. Der Inhalt konnte aber nicht mitziehen und die Titel verkauften sich zudem schlecht, so dass das Experiment nach fünf Jahren wieder einschlief. Andere Quellen berichten auch davon, dass der belletristische Teil des Verlagsprogramms dort herausgegeben wurde, die Abteilung bis 1904 existierte und vom Lyriker Franz Evers betreut wurde. Die graphische Gestaltung kam oft vom Grafiker Fidus, welcher auch das Logo des Verlags, eine hockende Jungfrau, geschaffen hatte.
Die Übersetzung sämtlicher Schriften Oscar Wildes war dagegen bahnbrechend für dessen Rezeption in Deutschland. Weiters brachte der Verlag philosophische Werke, durch die Übernahme der Dyk’schen Buchhandlung Reiseliteratur und zudem Bücher über „Neue Religiosität“, Buddhismus, Spiritismus, Okkultismus und andere Geheimwissenschaften heraus. Die letzten drei Themensparten wurden zwischen 1901 und 1909 an Ernst Fiedler übergeben. Für die Lebensreformbewegung war er neben Eugen Diederichs der rührigste Verleger für Schriften dieser Richtung. Am meisten Raum nahm jedoch die allgemeine Sexualaufklärung, insbesondere die Empfängnisverhütung, ein. Einige Werke erreichten zwischen acht und 28 Auflagen. Auch eine Stickmusterfabrik bestand einige Jahre unter dem Namen Kramer & Spohr.
1903 erfuhr Spohr von seinem Darmkrebs; außerdem zeichnete sich ein Prozess wegen Verbreitung unzüchtiger Schriften nach dem 1900 verschärften § 184 RStGB wegen der Herausgabe einiger Ausgaben von Adolf Brands Zeitschrift Der Eigene ab. Daraufhin übergab er die Geschäfte seinem jüngeren Bruder Ferdinand Spohr. 1904 wurde Spohr operiert und am 15. November 1905 erlag er seiner Krankheit.

## Nachrufe und posthume Ehrungen
Sowohl Magnus Hirschfeld als auch dessen Gegenspieler Adolf Brand widmeten Spohr lange und lobende Nachrufe.
Max Spohr war, soweit man es heute und auch seine Zeitgenossen dies beurteilen können, nicht homosexuell.

„Max Spohr gehörte zu denen, die den Glauben mancher Homosexueller, daß nur ein ähnlich Empfindender ihnen Gerechtigkeit widerfahren lassen könne, Lügen strafte.“

Hirschfeld ging auch in seinen Memoiren auf dieses Thema ein. Dort heißt es, für Spohrs Engagement habe es keine persönlichen Gründe gegeben, mit seiner ausgezeichneten Gattin und drei blühenden Söhnen führte er, von anderweitigen Empfindungen ungetrübt, das glücklichste Familienleben.
Etwas nach seinem 150. Geburtstag wurde am 1. April 2001 in der Leipziger Ostvorstadt die Spohrstraße (zuvor: Kurze Straße) nach ihm benannt. Seit demselben Jahr vergibt der Berufsverband VK den Max-Spohr-Management-Preis an Unternehmen, die sich vorbildhaft für die Gleichberechtigung von sexuellen Minderheiten einsetzen.

## Das weitere Schicksal des Verlags
Max’ Bruder Ferdinand Spohr führte den Verlag zunächst unter seinem alten Namen und benannte ihn 1917 in Verlag „Wahrheit“ Ferd. Spohr um. Einzelne Bücher wurden jedoch noch immer unter dem alten Namen veröffentlicht. Ab 1923 erlahmten die Verlagsaktivitäten und bis auf 1925 erschienen nur mehr ein bis zwei Publikationen jährlich. In manchen Jahren, insbesondere nach 1930, ist auch gar keine Veröffentlichung zu verzeichnen. Nachdem der Verlag lange Zeit von Ferdinand und dessen Sohn Oswald – der auch Inhaber des Verlag Degener & Co. wurde und vor allem genealogische Schriften herausbrachte – geführt wurde, übernahm 1937 Rudolf Spohr, der Sohn von Ferdinand, die Leitung. Eine noch lebende Enkelin Spohrs berichtet, dass das Unternehmen und die Familie im Krieg zweimal ausgebombt wurden und lediglich das Familienbuch gerettet werden konnte. 1942 endete die Verlagstätigkeit und die Firma wurde 1951 aus dem Handelsregister gelöscht.